# Franz Klammer
Franz Klammer (Mooswald, 3 december 1953) is een Oostenrijkse, voormalige alpineskiër. De afdalingsspecialist werd Olympisch en wereldkampioen in 1976 en wereldkampioen op de alpine combinatie in 1974. Ook won de Klammer Exprestrein vijf eindklassementen van de wereldbeker afdaling. Kaiser Franz is "wereldberoemd" in Oostenrijk. Zijn status is vergelijkbaar met de Nederlandse status van Joop Zoetemelk in het wielrennen of Johan Cruijff in het voetballen.

## Levensloop

### Ski-carrière
Klammer stond op driejarige leeftijd voor het eerst op de latten. Mooswald had geen skilift, dus moest Klammer zelf de berg op klimmen of de bus nemen om dertig kilometer verderop gaan skiën. In 1971 won Klammer zijn eerste Europacup wedstrijd in Bad Kleinkirchheim. Twee jaar later boekte hij zijn eerste Wereldbekerzege in Schladming en vanaf toen denderde de Exprestrein door.
In 1974 won Klammer goud op de alpine combinatie en zilver op de afdaling tijdens de wereldkampioenschappen in Sankt Moritz. Op de Olympische Winterspelen van 1976 in Innsbruck won hij een van de twee gouden medailles voor Oostenrijk. Deze winst werd officieel ook als wereldkampioenschap gerekend. In 2021 kwam een film over zijn deelname aan deze spelen uit.
Tussen 1973 en 1978 was Klammer moeilijk te kloppen. Daarna ging het bergafwaarts. In 1977 was zijn jongere broer Klaus zwaar gevallen tijdens een afdaling in Lienz. Hij raakte vanaf zijn knieën verlamd. Hierna miste Franz de durf, om snel te zijn en risico's te willen nemen. Hij kwalificeerde zich niet voor de Winterspelen van Lake Placid in 1980 en overwoog om te stoppen. Bij Klammer stond echter het plezier in de sport voorop. Hij ging door en knokte zich terug. In 1981 won hij na jaren droog staan weer eens een afdaling.
In 1984 won Klammer zijn vierde Hahnenkammrennen in Kitzbühel. Het was ook zijn 25e wereldbekerzege op de afdaling. De Oostenrijker voelde zich als herboren. Hij hoopte de traditie waar te maken, die zegt dat de winnaar van Kitzbühel ook de spelen wint. Die vlieger ging echter niet op: hij werd tiende. Een jaar later nam Klammer in februari 1985 afscheid bij de wereldbekerafdaling in Bad Kleinkirchheim. De piste is later naar hem vernoemd.

### Autosport
Na zijn skicarrière stapte Klammer over naar de autosport en nam deel aan het WTCC en het ETCC. Tussen 1985 en 1988 reed hij 49 races voor het RSM-team van Helmut Marko met een Alfa Romeo GTV en vervolgens een Mercedes-Benz. Hij werd Oostenrijks toerwagenkampioen en won meerdere wedstrijden in de ETCC en 1000 kilometerraces. Dertig jaar later was hij nog steeds de succesvolste Oostenrijker in de Deutsche Tourenwagen-Masters. Vlak daarna boekten Philipp Eng, Lucas Auer en DTM seizoen 2023 kampioen Thomas Preining grotere successen.

## Resultaten

### Olympische Winterspelen
| Jaar | Plaats    | Resultaten                   |
| ---- | --------- | ---------------------------- |
| 1976 | Innsbruck | Afdaling · DNF1 Reuzenslalom |
| 1984 | Sarajevo  | 10e Afdaling                 |

### Wereldkampioenschappen
| Jaar | Plaats                 | Resultaten                               |
| ---- | ---------------------- | ---------------------------------------- |
| 1974 | Sankt Moritz           | Combinatie · Afdaling · 10e Reuzenslalom |
| 1976 | Innsbruck              | Afdaling · DNF1 Reuzenslalom             |
| 1978 | Garmisch-Partenkirchen | 5e Afdaling                              |
| 1982 | Schladming             | 7e Afdaling                              |
| 1985 | Bormio                 | 5e Afdaling                              |

### Wereldbeker
Eindklasseringen
| Seizoen   | Algm  | AD     | RS  | SC |
| --------- | ----- | ------ | --- | -- |
| 1972/1973 | 8e    | 4e     | 9e  | –  |
| 1973/1974 | 5e    | Zilver | 10e | –  |
| 1974/1975 | Brons | Goud   | 9e  | –  |
| 1975/1976 | 4e    | Goud   | –   | 4e |
| 1976/1977 | Brons | Goud   | –   | –  |
| 1977/1978 | 5e    | Goud   | –   | –  |
| 1978/1979 | 51e   | 19e    | –   | –  |
| 1979/1980 | 33e   | 11e    | –   | –  |
| 1980/1981 | 40e   | 13e    | –   | –  |
| 1981/1982 | 14e   | 5e     | –   | –  |
| 1982/1983 | 18e   | Goud   | –   | –  |
| 1983/1984 | 20e   | 4e     | –   | –  |
| 1984/1985 | 50e   | 16e    | –   | –  |

Wereldbekerzeges
| Nr | Datum      | Plaats                 | Onderdeel         |
| -- | ---------- | ---------------------- | ----------------- |
| 01 | 22-12-1973 | Schladming             | Afdaling          |
| 02 | 08-12-1974 | Val d'Isère            | Afdaling          |
| 03 | 15-12-1974 | Sankt Moritz           | Afdaling          |
| 04 | 05-01-1975 | Garmisch-Partenkirchen | Afdaling          |
| 05 | 11-01-1975 | Wengen                 | Afdaling          |
| 06 | 18-01-1975 | Kitzbühel              | Afdaling          |
| 07 | 26-01-1975 | Innsbruck              | Afdaling          |
| 08 | 09-03-1975 | Jackson Hole           | Afdaling          |
| 09 | 21-03-1975 | Val Gardena            | Afdaling          |
| 10 | 12-12-1975 | Madonna di Campiglio   | Afdaling          |
| 11 | 10-01-1976 | Wengen                 | Afdaling          |
| 12 | 11-01-1976 | Wengen                 | Alpine combinatie |
| 13 | 17-01-1976 | Morzine                | Afdaling          |
| 14 | 25-01-1976 | Kitzbühel              | Afdaling          |
| 15 | 12-03-1976 | Aspen                  | Afdaling          |
| 16 | 17-12-1976 | Val Gardena            | Afdaling          |
| 17 | 18-12-1976 | Val Gardena            | Afdaling          |
| 18 | 08-01-1977 | Garmisch-Partenkirchen | Afdaling          |
| 19 | 15-01-1977 | Kitzbühel              | Afdaling          |
| 20 | 22-01-1977 | Wengen (3+1)           | Afdaling          |
| 21 | 18-02-1977 | Laax                   | Afdaling          |
| 22 | 11-12-1977 | Val d'Isère            | Afdaling          |
| 23 | 11-03-1978 | Laax                   | Afdaling          |
| 24 | 06-12-1981 | Val d'Isère (3)        | Afdaling          |
| 25 | 20-12-1982 | Val Gardena (4)        | Afdaling          |
| 26 | 21-01-1984 | Kitzbühel (4)          | Afdaling          |

1948: Henri Oreiller ·
1952: Zeno Colò ·
1956: Toni Sailer ·
1960: Jean Vuarnet ·
1964: Egon Zimmermann ·
1968: Jean-Claude Killy ·
1972: Bernhard Russi ·
1976: Franz Klammer ·
1980: Leonhard Stock ·
1984: Bill Johnson ·
1988: Pirmin Zurbriggen ·
1992: Patrick Ortlieb ·
1994: Tommy Moe ·
1998: Jean-Luc Crétier ·
2002: Fritz Strobl ·
2006: Antoine Dénériaz ·
2010: Didier Défago ·
2014: Matthias Mayer ·
2018: Aksel Lund Svindal ·
2022: Beat Feuz
- Gemeinsame Normdatei: 118562738
- International Standard Name Identifier: 0000 0000 7858 4369
- Library of Congress Control Number: nr96018997
- Nationale Bibliotheek van Tsjechië: xx0044258
- Virtual International Authority File: 74644833
- WorldCat: E39PBJdGJyGKKWqq7GbjFpPxXd